# Symplocos mapiriensis
Symplocos mapiriensis är en tvåhjärtbladig växtart som beskrevs av August Brand. Symplocos mapiriensis ingår i släktet Symplocos och familjen Symplocaceae. Inga underarter finns listade i Catalogue of Life.